# Estació de Les Sablons
Les Sablons (Jardin d'Acclimatation) és una estació de la línia 1 del metro de París situada a la localitat de Neuilly-sur-Seine. Deu el seu nom a la Plaine des Sablons, anomenada així perquè se n'extreia sorra per utilitzar-la en la construcció. Els panells que indiquen el nom de l'estació mostren Jardin d'acclimatation com a subtítol, en referència al jardí proper.